# Dubbelhoorn
Een dubbelhoorn is een hoorn die is ontwikkeld als een combinatie van F-hoorn en Bes-hoorn in één instrument. Hiermee kan het lage register van de een worden gecombineerd met het hoge register van de andere, zodat de voordelen van beide muziekinstrumenten worden benut. Een dubbelhoorn heeft meer lussen dan een gewone hoorn en is daardoor iets zwaarder.